# Vrbovka třezalkolistá
Vrbovka třezalkolistá (Epilobium hypericifolium) je druh rostliny z čeledi pupalkovité (Onagraceae), rostoucí ve střední a severní Evropě. V České republice je řazen mezi vyhynulé druhy. V současné taxonomii je vrbovka třezalkolistá slučována s druhem vrbovka horská (E. montanum).

## Popis
Jedná se o vytrvalou rostlinu dosahující výšky nejčastěji 20–80 cm. Oddenky jsou poměrně krátké, po odkvětu se vytváří nezelené dužnaté turiony, které se později prodlužují a na světle zezelenají. Lodyha je většinou jen chudě větvená, krátce kadeřavě chlupatá. Listy jsou vstřícné (výjimečně ve 3 četných přeslenech), jen nejhořejší střídavé, krátce řapíkaté. Čepele jsou nejčastěji vejčité až podlouhle vejčité, asi 4–6 cm dlouhé a 1,3–3 cm široké, na okraji zcela celokrajné. Květy jsou uspořádány v květenstvích, vrcholových hroznech a vyrůstají z paždí listenu. Květy jsou čtyřčetné, kališní lístky jsou 4, nejčastěji 4–5 mm dlouhé. Korunní lístky jsou taky 4, jsou nejčastěji 6–10 mm dlouhé, na vrcholu hluboce vykrojené, bledě růžové, později růžově nachové. Ve střední Evropě kvete nejčastěji v červnu až v září. Tyčinek je 8 ve 2 kruzích. Semeník se skládá ze 4 plodolistů, je spodní, čnělka je přímá, blizna je čtyřlaločná. Plodem je asi 5–7 cm dlouhá tobolka, je přitisle pýřitá, v obrysu čárkovitého tvaru, čtyřhranná a čtyřpouzdrá, otvírá se 4 chlopněmi, obsahuje mnoho semen. Češule, tobolky a někdy i květenství jsou žláznaté. Semena jsou cca 1–1,2 mm dlouhá, na vrcholu s chmýrem a osemení je hustě papilnaté.

## Taxonomie
Taxon má spornou taxonomickou hodnotu. Možná se jedná jen o odchylku od běžného druhu vrbovka horská (Epilobium montanum), od kterého se liší hlavně zcela celokrajnými listy, zatímco vrbovka horská má listy na okraji pilovitě zubaté, na každé straně listu s 12–40 zuby. Pochybnosti zvyšuje i charakter jejího celkového rozšíření. Z těchto důvodů mnozí autoři tento druh neuznávají a řadí ji do synonymiky pod Epilobium montanum.

## Rozšíření ve světě
Vrbovka třezalkolistá je známa kromě ČR také z Německa a jižního Švédska.

## Rozšíření v Česku
V ČR je vedena jako vyhynulý druh, kategorie A1. V minulosti byla nalezena na Milešovce a Děčínském Sněžníku, naposledy v roce 1864. Také rostla v někdejší botanické zahradě na Smíchově, naposledy roku 1879.